# Олімпійська збірна Колумбії з футболу
Олімпійська збірна Колумбії з футболу — представляє Колумбію на Олімпійських іграх. Відбір гравців враховує те, що всі футболісти мають бути у віці до 23 років, окрім трьох футболістів. Команда контролюється Федерацією Колумбійського Футболу.

## Історія
Перший матч збірна провела ще далекого 1950 року. Саме з цього моменту до 1992 за збірну виступали аматори. З 1992 до 2004 у складі збірної виступають гравці віком до 23-х років, основою ставали збірні, що брали участь в молодіжному чемпіонаті Південної Америки (до цього проводився передоліміпйський турнір для південноамериканських збірних). Після 2004 колумбійці не брали участь в кваліфікаційних турнірах Олімпіади. У березні 2016 збірна Колумбії відновила свою участь в кваліфікації та переграла олімпійську збірну США 1:1 вдома та 2:1 на виїзді і здобули право на участь в літніх Олімпійських іграх 2016, що пройшли в бразтльському Ріо-де-Жанейро.

## Статистика виступів

### Олімпійські ігри
| Виступи | Виступи            | Виступи            | Виступи            | Виступи            | Виступи            | Виступи            | Виступи            | Виступи            |
| Рік     | Раунд              | Позиція            | МЗ                 | В                  | Н*                 | П                  | ГЗ                 | ГР                 |
| ------- | ------------------ | ------------------ | ------------------ | ------------------ | ------------------ | ------------------ | ------------------ | ------------------ |
| 1900    | не брала участь    | не брала участь    | не брала участь    | не брала участь    | не брала участь    | не брала участь    | не брала участь    | не брала участь    |
| 1904    | не брала участь    | не брала участь    | не брала участь    | не брала участь    | не брала участь    | не брала участь    | не брала участь    | не брала участь    |
| 1908    | не брала участь    | не брала участь    | не брала участь    | не брала участь    | не брала участь    | не брала участь    | не брала участь    | не брала участь    |
| 1912    | не брала участь    | не брала участь    | не брала участь    | не брала участь    | не брала участь    | не брала участь    | не брала участь    | не брала участь    |
| 1920    | не брала участь    | не брала участь    | не брала участь    | не брала участь    | не брала участь    | не брала участь    | не брала участь    | не брала участь    |
| 1924    | не брала участь    | не брала участь    | не брала участь    | не брала участь    | не брала участь    | не брала участь    | не брала участь    | не брала участь    |
| 1928    | не брала участь    | не брала участь    | не брала участь    | не брала участь    | не брала участь    | не брала участь    | не брала участь    | не брала участь    |
| 1936    | не брала участь    | не брала участь    | не брала участь    | не брала участь    | не брала участь    | не брала участь    | не брала участь    | не брала участь    |
| 1948    | не брала участь    | не брала участь    | не брала участь    | не брала участь    | не брала участь    | не брала участь    | не брала участь    | не брала участь    |
| 1952    | не кваліфікувалась | не кваліфікувалась | не кваліфікувалась | не кваліфікувалась | не кваліфікувалась | не кваліфікувалась | не кваліфікувалась | не кваліфікувалась |
| 1956    | не кваліфікувалась | не кваліфікувалась | не кваліфікувалась | не кваліфікувалась | не кваліфікувалась | не кваліфікувалась | не кваліфікувалась | не кваліфікувалась |
| 1960    | не кваліфікувалась | не кваліфікувалась | не кваліфікувалась | не кваліфікувалась | не кваліфікувалась | не кваліфікувалась | не кваліфікувалась | не кваліфікувалась |
| 1964    | не кваліфікувалась | не кваліфікувалась | не кваліфікувалась | не кваліфікувалась | не кваліфікувалась | не кваліфікувалась | не кваліфікувалась | не кваліфікувалась |
| 1968    | 1-й раунд          | 10 місце           | 3                  | 1                  | 0                  | 2                  | 4                  | 5                  |
| 1972    | 1-й раунд          | 11 місце           | 3                  | 1                  | 0                  | 2                  | 5                  | 12                 |
| 1976    | не кваліфікувалась | не кваліфікувалась | не кваліфікувалась | не кваліфікувалась | не кваліфікувалась | не кваліфікувалась | не кваліфікувалась | не кваліфікувалась |
| 1980    | 1-й раунд          | 11 місце           | 3                  | 1                  | 1                  | 1                  | 2                  | 4                  |
| 1984    | не кваліфікувалась | не кваліфікувалась | не кваліфікувалась | не кваліфікувалась | не кваліфікувалась | не кваліфікувалась | не кваліфікувалась | не кваліфікувалась |
| 1988    | не кваліфікувалась | не кваліфікувалась | не кваліфікувалась | не кваліфікувалась | не кваліфікувалась | не кваліфікувалась | не кваліфікувалась | не кваліфікувалась |
| 1992    | 1-й раунд          | 14 місце           | 3                  | 0                  | 1                  | 2                  | 4                  | 9                  |
| 1996    | не кваліфікувалась | не кваліфікувалась | не кваліфікувалась | не кваліфікувалась | не кваліфікувалась | не кваліфікувалась | не кваліфікувалась | не кваліфікувалась |
| 2000    | не кваліфікувалась | не кваліфікувалась | не кваліфікувалась | не кваліфікувалась | не кваліфікувалась | не кваліфікувалась | не кваліфікувалась | не кваліфікувалась |
| 2004    | не кваліфікувалась | не кваліфікувалась | не кваліфікувалась | не кваліфікувалась | не кваліфікувалась | не кваліфікувалась | не кваліфікувалась | не кваліфікувалась |
| 2008    | не кваліфікувалась | не кваліфікувалась | не кваліфікувалась | не кваліфікувалась | не кваліфікувалась | не кваліфікувалась | не кваліфікувалась | не кваліфікувалась |
| 2012    | не кваліфікувалась | не кваліфікувалась | не кваліфікувалась | не кваліфікувалась | не кваліфікувалась | не кваліфікувалась | не кваліфікувалась | не кваліфікувалась |
| 2016    | чвертьфінал        | 7 місце            | 4                  | 1                  | 2                  | 1                  | 6                  | 6                  |
| 2020    | TBD                | TBD                | TBD                | TBD                | TBD                | TBD                | TBD                | TBD                |
| Разом   | чвертьфінал        | 5/26               | 16                 | 4                  | 4                  | 8                  | 21                 | 36                 |

### КОНМЕБОЛ (передолімпійський турнір)
| Виступи | Виступи        | Виступи | Виступи | Виступи | Виступи | Виступи | Виступи | Виступи |
| Рік     | Раунд          | Позиція | МЗ      | В       | Н*      | П       | ГЗ      | ГР      |
| ------- | -------------- | ------- | ------- | ------- | ------- | ------- | ------- | ------- |
| 1960    | 1-й раунд      | 10      | 2       | 1       | 0       | 1       | 3       | 7       |
| 1964    | Четверте місце | 4       | 6       | 1       | 2       | 3       | 6       | 10      |
| 1968    | Друге місце    | 2       | 6       | 4       | 1       | 1       | 10      | 7       |
| 1972    | Друге місце    | 2       | 7       | 2       | 5       | 0       | 7       | 4       |
| 1976    | Четверте місце | 4       | 5       | 1       | 2       | 2       | 5       | 9       |
| 1980    | Друге місце    | 2       | 6       | 3       | 1       | 2       | 10      | 5       |
| 1984    | 1-й раунд      | 5       | 2       | 0       | 0       | 2       | 1       | 5       |
| 1988    | Четверте місце | 4       | 7       | 4       | 1       | 2       | 7       | 4       |
| 1992    | Друге місце    | 2       | 7       | 4       | 2       | 1       | 14      | 3       |
| 1996    | Четверте місце | 4       | 4       | 0       | 2       | 2       | 6       | 11      |
| 2000    | 1-й раунд      | 6       | 4       | 2       | 1       | 1       | 10      | 13      |
| 2004    | Плей-оф        | 6       | 5       | 2       | 0       | 3       | 7       | 9       |
| Разом   | 2 місце        | 12/12   | 61      | 24      | 17      | 20      | 86      | 87      |

- — країна-господар фінального турніру